# Les Vacances du Petit Nicolas
Pour l’article homonyme, voir Les Vacances du petit Nicolas (film), adaptation cinématographique du roman.

Paru en 1962, Les Vacances du petit Nicolas est un recueil de dix-huit nouvelles écrites par René Goscinny et illustrées par Jean-Jacques Sempé. Dans son édition de 2003 parue chez Imav, le recueil inclut une dix-neuvième nouvelle inédite.

## Présentation des histoires
- Les huit premières histoires parlent des vacances en famille à Bain-les-Mers à l'hôtel Beau-Rivage.

- Les dix dernières histoires racontent les aventures de Nicolas en colonie de vacances au Camp Bleu à Plage-les-Trous. Chaque histoire est précédée d'un prologue de quelques phrases.

- Épilogue des dix histoires se déroulant au Camp Bleu, La veillée d'adieu est une nouvelle rédigée par René Goscinny en 1960-1961, retrouvée sous forme de tapuscrit, jamais publiée (que ce soit en recueil ou dans la presse). Le Figaro magazine publie l'histoire en avant-première le 17 mai 2013. Elle figure à partir de 2013 dans le volume relié Les Vacances du Petit Nicolas chez IMAV éditions, avec des illustrations inédites de Sempé[1]
- Concernant la partie relatant le séjour de Nicolas et ses parents à l'hôtel Beau-Rivage de Bain-les-Mers, si l'on respecte la chronologie du récit tel qu'il a été publié dans 'Pilote', on s'aperçoit que le recueil est incomplet, et que 4 histoires manquent entre les histoires "C'est papa qui décide" et "La plage, c'est chouette". Ces histoires sont, dans l'ordre : "La distribution des prix", "J'aide drôlement", "On part en vacances" et "En voiture !".

Elles sont aujourd'hui toutes disponibles dans d'autres recueils du 'Petit Nicolas'.

## Résumés des histoires

### C'est papa qui décide
C'est le début des grandes vacances. Chaque année, papa et maman se disputent pour savoir où partir...
Cette année, le père de Nicolas décide de partir dans le Midi. À sa grande surprise, son épouse approuve cette proposition. Papa projette alors de faire des parties de pêche avec son fils ; seulement, d'après la mère, il y a trop de pêcheurs en Méditerranée et les poissons se font donc rares. 
Puis, maman rappelle qu'il faudra emporter quelques appareils ménagers à la villa mais Papa refuse d'emporter ces choses-là. Maman lui annonce alors qu'elle ne pourra pas cuisiner de soupe de poisson. Ensuite, elle signale à son mari que la plage de Plage-les-Pins est remplie de galets. 
Le père rétorque que non, c'est au contraire du sable fin. Par conséquent, selon la maman, cela tombe bien car Nicolas n'aura pas l'occasion de ricocher des galets sur l'eau : une fois de plus, Nicolas tombe en larmes. 
Exténué par les demandes de son fils, papa consent à emmener sa famille en Bretagne. Il s'aperçoit alors que l'hôtel a déjà été réservé par sa femme…
Première publication
- Sud-Ouest Dimanche n° 571 du 26 juin 1960.

- Pilote n° 39 du 21 juillet 1960 (On part en vacances !).

### La plage, c'est chouette
Le Petit Nicolas part en vacances à Bains-les-Mers avec ses parents en Bretagne, où il se fait des « tas de copains » : Blaise, Fructueux, Mamert, Irénée, Fabrice, Côme et Yves.
Un matin, le père de Nicolas décide de se reposer et de prendre un bain de soleil. Il se met de l'huile sur le corps, en plaignant ses collègues restés au bureau. Nicolas et ses amis s'amusent tout d'abord à jouer au ballon, quand celui-ci tombe malencontreusement sur la tête de son papa, renversant ainsi le flacon d'huile. Énervé, il donne un grand coup de pied dans le ballon, qui tombe loin dans la mer.
Irénée, le propriétaire dudit ballon, va chercher son papa et ce dernier demande au père de Nicolas d'aller le rechercher à la nage : « moi à votre place j'irais aussi », lui dit ce « grand et gros » monsieur.
Au bout d'un certain temps, le père de Nicolas revient avec le ballon et demande aux enfants de faire un autre jeu, comme creuser des trous dans le sable. Le prenant au mot, les copains creusent un énorme trou pendant que le papa est parti racheter un flacon d'huile. 
À son retour, il se fait gronder par un maître-nageur, « un monsieur avec une casquette blanche », qui lui demande ce qui lui a pris de donner une idée pareille à des enfants, puisque quelqu'un peut se casser une jambe en tombant dans le trou, voire s'y noyer à marée haute. Le papa de Nicolas est donc contraint de reboucher le trou tout seul, n'ayant qu'une petite pelle à disposition.
Puis, la maman de Nicolas décide de rentrer déjeuner à l'hôtel. Alors que son père a presque fini sa corvée, Nicolas s'aperçoit qu'il a laissé son seau dans le trou. Il convainc par ses pleurs son père de creuser à nouveau un trou afin de récupérer le seau. Le maître-nageur le surprend alors et lui interdit de refaire la même bêtise qu'auparavant. Finalement, il le laisse creuser juste pour prendre le seau.
Bien plus tard, le papa rentre à l'hôtel très fatigué : le seau était en fait resté dans la chambre… Il appelle le docteur pour ses brûlures, dues à plusieurs coups de soleil, et le médecin lui demande ce qui lui a pris de rester si longtemps exposé sans huile solaire. Le papa doit donc rester couché pendant deux jours, et se met à envier ses collègues restés au bureau…
Premières publications
- Sud-Ouest Dimanche n° 575 du 24 juillet 1960.
- Pilote n° 44 du 25 août 1960 (À la plage).

### Le boute-en-train
Pour les grandes vacances, Nicolas et ses parents sont partis à Bains-les-Mers, en Bretagne. Nicolas apprécie beaucoup la plage sauf aujourd'hui, jour de pluie. Il veut aller à la plage, mais son papa lui répond qu'il restera à l'hôtel à jouer avec ses petits camarades.
La salle à manger de l'hôtel est bruyante car les enfants pleurent et les parents se disputent : la maman de Blaise reproche à son mari d'avoir mal choisi la destination des vacances, Irénée fait tomber sa crème renversée et reçoit une gifle, etc.
Finalement Monsieur Lanternau, un « monsieur très gentil, qui aime bien rigoler très fort et se faire ami avec tout le monde », décide de s'occuper des enfants. Il leur propose d'abord de les suivre en colonne par un jusque dans la salle à manger… sans succès. 
Il propose alors de jouer à colin-maillard, et les petits le désignent pour avoir les yeux bandés. Nicolas et son ami Irénée, les seuls à avoir accepté de participer au jeu, sont interrompus par Blaise qui met Nicolas au défi de le battre aux dames. Ils se rendent pour cela dans le salon. 
Malheureusement, le patron de l'hôtel ne veut pas leur prêter le jeu. Monsieur Lanternau les gronde pour être partis de la salle à manger sans prévenir alors qu'il avait les yeux bandés.
Le monsieur leur demande alors s'ils veulent faire un petit bac, un jeu où il faut trouver des mots commençant par la première lettre tirée au hasard. La partie vire au désastre, Fabrice donnant une gifle à Côme pour avoir copié sur lui et Fructueux volant le crayon de Nicolas. Finalement, la bagarre se généralise et Nicolas la trouve « chouette comme une récré ». 
Soudain, le patron de l'hôtel et les parents arrivent pour calmer le jeu. Monsieur Lanternau, quant à lui, est parti. On apprendra plus tard par sa femme qu'il est resté tout l'après-midi assis sur la plage, sous la pluie. Toutes ces histoires l'ont déprimé, contrairement à ce qu'il avait prévu…
Premières publications
- Sud-Ouest Dimanche n° 577 du 7 août 1960.
- Pilote n° 45 du 1er septembre 1960 (Il pleut).

### L'île des Embruns
Pendant leurs vacances à Bains-les-Mers, Nicolas et ses parents participent à diverses activités touristiques. Cette fois-ci, ils ont prévu d'aller visiter l'île des Embruns avec un couple de touristes rencontrés à l'hôtel : Monsieur et Madame Lanternau. D'après une revue éditée par le Syndicat d'Initiative, le Masque de Fer y aurait été emprisonné.
Le papa de Nicolas n'était d'abord pas enthousiasmé de partir avec les Lanternau, car ledit monsieur est un boute-en-train risquant de « gâcher la promenade ». Cependant, ils partent quand même tous ensemble, en bateau. Armés de leurs pique-niques, les vacanciers partent de l'hôtel le matin ; Monsieur Lanternau énerve papa car il est déguisé en capitaine.
La Jeanne, le bateau utilisé pour faire la virée, largue les amarres (ou plutôt, comme le fait remarquer Nicolas, le capitaine fait démarrer le moteur). Monsieur Lanternau remue dans tous les sens, ce qui apeure les parents de Nicolas. Le boute-en-train leur répond qu'il est un vieux marin puisqu'il a un petit voilier dans une bouteille. Il fait ensuite un pari avec le père de Nicolas en vue de savoir qui des deux aura le mal de mer en premier.
Un peu plus tard, Monsieur Lanternau et le papa se racontent des blagues qu'ils ne finissent qu'à l'oreille. Puis, ils se rappellent successivement les repas les plus mémorables qu'ils ont ingurgités au long de leur vie, afin de se dégoûter mutuellement. 
Monsieur Lanternau lui demande alors s'il serait capable de manger un sandwich juste avant d'accoster. Répondant par l'affirmative, le père de Nicolas propose au passage un sandwich au capitaine du bateau. En voyant celui-ci, le capitaine tombe malade et se voit obligé de retourner au port le plus vite possible. Du coup, personne n'a pu visiter l'île des Embruns…
Premières publications
- Sud-Ouest Dimanche n° 579 du 21 août 1960.
- Pilote n° 47 du 15 septembre 1960.

### La gym
En vacances à Bains-les-Mers, le petit Nicolas suit des cours de gymnastique. Un nouveau professeur ayant fait son apparition, tous les vacanciers se sont empressés d'y inscrire leurs enfants.
Le cours est donné sur la plage par le professeur Hector Duval, et est dispensé aux enfants des hôtels de Beau-Rivage (dans lequel loge Nicolas), de la Mer et de la Plage. Les enfants d'un hôtel détestent bien évidemment ceux de l'autre hôtel.
Le professeur commence à leur montrer ses biceps pour les impressionner, mais le résultat escompté n'est pas au rendez-vous. Il leur demande de se mettre en rang quand Côme met au défi Nicolas de faire des galipettes comme lui. Tous les enfants se mettent alors à faire des galipettes : le professeur les gronde et leur demande de se mettre en rang, puis de lever et baisser les bras à plusieurs reprises.
Pendant cet exercice, un des enfants de l'hôtel de la Mer dit à ceux de Beau-Rivage que leur hôtel est moche. S'ensuit une dispute entre les enfants, à l'issue de laquelle le professeur intervient et propose finalement de faire des jeux. Le premier jeu consiste à courir le plus vite possible jusqu'à un parasol.
Au coup de sifflet, seul Mamert part en courant car les autres enfants contemplent un coquillage que Fabrice a ramassé. Ordonnant de recommencer la course, Monsieur Duval provoque un esclandre puisque Mamert se déclare vainqueur d'office et ne veut pas recommencer ; Mamert part alors de la plage en pleurant.
Le prof menace quiconque ne lui obéira pas de lui donner une fessée. Un enfant de l'hôtel de la Plage conteste puis, quand le professeur demande qui a dit ça, le jeune accuse un enfant de l'hôtel de Nicolas. Après une nouvelle bagarre, le moniteur leur demande de courir vers la mer. Arrivés dans l'eau, les enfants se retournent vers la plage et font la connaissance d'un nouveau professeur de gymnastique : Monsieur Jules Martin…
Premières publications
- Sud-Ouest Dimanche n° 578 du 14 août 1960.
- Pilote n° 46 du 8 septembre 1960.

### Le golf miniature
Les deux professeurs de gymnastique de Bains-les-Mers ayant déclaré forfait, les enfants cherchent de nouvelles activités. Aujourd'hui, Nicolas et ses amis de vacances ont décidé de jouer au golf miniature.
L'ennui, c'est qu'il faut obligatoirement une grande personne pour les accompagner. Après avoir refusé une première fois, le papa de Nicolas se dévoue pour les accompagner après que son fils a menacé de prendre un pédalo et de partir très loin.
Arrivés au premier trou, les enfants regardent le papa de Nicolas leur montrer comment tenir le club de golf. Puis, il décide de faire jouer Mamert en premier puisque apparemment c'est le plus sage. Seulement, Mamert tire tellement fort que la balle passe par-dessus la grille pour atterrir dans une auto garée plus loin. Le papa de Nicolas part la récupérer et revient après s'être disputé avec le propriétaire de la voiture.
Interdit de jouer à nouveau, Mamert part du golf en pleurant pour aller chercher son père. Il s'ensuit une dispute entre Fructueux et Irénée : le patron du golf intervient pour renvoyer tout le monde mais le père de Nicolas refuse de partir. 
Le patron appelle alors un agent de police, qui est en fait son ami, pour régler le différend. Le papa se dispute alors avec un monsieur qui attend derrière, quand l'agent signale que quelqu'un a porté plainte pour dégradation de sa voiture. Mamert arrive alors avec son papa et tout le monde se met à crier en même temps. Le papa fait sortir tous les enfants du golf miniature et ne voudra plus les accompagner par la suite…
Premières publications
- Sud-Ouest Dimanche n° 580 du 28 août 1960.
- Pilote n° 48 du 22 septembre 1960.

### On a joué à la marchande
À l'hôtel Beau-Rivage, il y a trois filles : Isabelle, Micheline et Gisèle, la sœur de Fabrice. Quand il fait beau, les filles et les garçons jouent chacun de leur côté, mais quand il pleut tout le monde reste à l'hôtel. Et aujourd'hui, il pleut.
Nicolas et ses amis de vacances décident donc de jouer tranquillement aux cartes dans le salon de l'hôtel. Puis, les trois filles surviennent et leur demandent de jouer avec eux. Fabrice renvoie sa sœur mais cette dernière le menace de raconter plein de choses à ses parents. Agacés par les pleurs de Mamert, les garçons acceptent de jouer avec les filles.
Isabelle propose de jouer à la marchande ; Fabrice s'y oppose mais, pour éviter une dispute qui aboutira à une privation de dessert, tous les garçons se résignent à participer à ce jeu. Gisèle se met derrière une table du salon, Micheline joue le rôle d'une femme riche et Isabelle d'une femme encore plus riche. Gisèle propose que Côme soit le mari de Micheline mais il refuse ; Isabelle prétend que ce refus est motivé par l'embonpoint de Micheline. Après s'être pris une claque, Côme accepte finalement son rôle de mari.
Nicolas est désigné pour jouer le rôle d'un pauvre. Une dispute éclate soudain entre les filles, à laquelle Fabrice se mêle. Finalement, tous les parents descendent dans le salon et les filles se plaignent de ne pas pouvoir jouer à la marchande. Résultat : seuls les garçons sont privés de dessert…
Premières publications
- Sud-Ouest Dimanche n° 581 du 4 septembre 1960.
- Pilote n° 49 du 29 septembre 1960 (On joue à la marchande).

### On est rentrés
Les vacances de Nicolas et sa famille à l'hôtel Beau-Rivage ont pris fin. Maintenant, la famille est rentrée chez elle. Déçu de ne plus voir ses copains de vacances et de ne pas pouvoir encore voir ses copains de classe, Nicolas se met à pleurer. Sa maman lui propose de s'occuper à faire quelque chose pour se consoler comme faire germer un haricot.
Nicolas va voir son père pour lui demander comment faire, à commencer par la ouate. Après avoir pris de la ouate dans la salle de bains, Nicolas va chercher un haricot dans la cuisine mais le placard est vide. Son père n'a pas l'intention de l'aider à trouver un haricot, alors le fils se met à pleurer de nouveau.
Sur l'avis de sa maman, Nicolas part acheter des haricots chez l'épicier, Monsieur Compani. Seulement, tous les magasins sont fermés à cette période de l'année. Rentré chez lui, Nicolas prévient son père de sa recherche infructueuse. Le papa l'envoie jouer dans sa chambre car il en a assez que son fils prononce mal le mot « ouate »… Nicolas revient dans le salon et son père lui propose en remplacement de faire germer des lentilles. Le petit place donc les lentilles sur la ouate avant de les arroser. Quelques secondes après, il revient voir son père car rien n'a encore poussé.
Le père, excédé, menace de donner une fessée à son fils. Une dispute éclate alors entre les deux parents ; Nicolas commente en disant qu'au retour des vacances, ses parents sont insupportables…
Première publication
- Sud-Ouest Dimanche n° 582 du 11 septembre 1960.

- Pilote n° 50 du 6 octobre 1960 (On est rentré).

### Il faut être raisonnable
Un an après les vacances à Bains-les-Mers, se pose de nouveau le problème du lieu où passer les grandes vacances. Pourtant, aucun des deux parents de Nicolas n'en a encore parlé.
Nicolas raconte les vacances de ses amis : Geoffroy est parti dans sa maison au bord de la mer, Agnan va en Angleterre améliorer son niveau en langue et Alceste va manger des truffes dans le Périgord. Quant à Nicolas, rien n'est prévu. Il demande alors à sa maman où ils partiront mais celle-ci, gênée, lui demande d'attendre le retour de son père.
Au retour du papa à la maison, les deux parents s'entretiennent en pensant que le moment est venu de parler à leur fils. Le père prend alors Nicolas contre lui, lui explique qu'il est un grand garçon et lui affirme qu'il aime bien la mer. Puis, il lui dit d'être raisonnable avant de lui expliquer qu'il dormira sous la tente et non à l'hôtel. Enfin, il lui avoue qu'il partira seul cette année, en colonie de vacances. 
Contre toute attente, Nicolas saute de joie à l'idée de partir en colo. Les parents sont alors très déçus qu'il ne se soit pas mis à pleurer !
Première publication
- Sud-Ouest Dimanche n° 626 du 16 juillet 1961.

- Pilote n° 94 du 10 août 1961.

### Le Départ
C'est aujourd'hui que Nicolas part en colonie de vacances. En attendant de partir à la gare, il fait sa valise avec sa maman. Puis, ne sachant pas quoi faire, il décide de prendre les billes se trouvant au fond de la valise ; il se fait gronder pour avoir vidé tout le contenu du sac.
Finalement, la famille se rend à la gare un peu en avance. À leur grande surprise, beaucoup de gens sont arrivés bien en avance pour réussir à trouver de la place dans les trains. Le père demande à un agent de la gare où se trouve le quai numéro 11, ce à quoi l'homme lui répond qu'il se situe entre le quai 10 et le quai 12…
Arrivés sur le bon quai, ils se rendent à la voiture Y qui est celle dans laquelle voyagera Nicolas. Après quelques ralentissements (dus notamment à un accrochage entre le parapluie d'un homme avec un filet à crevettes appartenant à Nicolas), la famille arrive à la voiture Y à côté de laquelle un monsieur tient la pancarte Camp bleu. Cet homme vérifie les papiers de Nicolas et appelle un certain Lestouffe..
Lestouffe arrive et se présente à Nicolas : il est le chef de l'équipe Œil-de-Lynx à laquelle Nicolas appartient. Puis, une dame arrive avec un petit enfant et interpelle Lestouffe en lui demandant s'il n'est pas un peu jeune pour diriger une équipe. 
Puis, elle lui demande comment il fait la cuisine et lui fait diverses recommandations. Enfin, elle lui commande de bien faire attention pendant les escalades. À ce mot, Lestouffe s'interroge et répond finalement qu'il ne part pas à la montagne mais à la mer, à Plage-les-Trous plus exactement. La dame s'était trompé d'équipe...
Soudain, le sifflet du départ retentit. S'ensuit alors une grande confusion dans laquelle les enfants jouent, pleurent, crient, les parents descendent du train, etc. Nicolas regarde ses parents par la fenêtre et a envie de pleurer. Il ne trouve pas cela normal, étant donné qu'il devrait se réjouir de partir en vacances. Il se dit enfin que ses parents lui feront parvenir sa valise, malencontreusement laissée sur le quai…
Première publication
- Sud-Ouest Dimanche n° 628 du 30 juillet 1961.
- Texte non publié dans Pilote.

### Courage!
Nicolas est dans le train qui l'emmène à Plage-les-Trous avec la colo de vacances. Le trajet se déroulant toute la nuit, le chef d'équipe Gérard Lestouffe a demandé aux enfants de dormir. Il leur apprend le cri de ralliement de l'équipe Œil-de-Lynx qui est « Courage ! ».
Comme prévu, personne n'a vraiment dormi. Tout d'abord parce que Paulin, un enfant de l'équipe, n'arrêtait pas de pleurer et voulait rentrer chez lui. Puisqu'un autre jeune se moque de lui, une bagarre éclate entre les deux. Puis, un autre a sorti des provisions de sa valise et tout le monde a fait pareil. Enfin, un « type » de l'équipe est resté coincé dans les toilettes ; le contrôleur le fait sortir puis un voyageur énervé se met à crier en se plaignant du vacarme.
Le lendemain, les enfants embarquent dans des cars les conduisant au Camp Bleu de Plage-les-Trous. Comme les enfants crient, le chef leur propose de chanter. Finalement, il leur suggère de crier à nouveau…
Arrivé au camp, Nicolas est déçu de ne voir que des maisons en bois et non des tentes d'indiens. Puis, tout le monde se rassemble pour entendre un topo de Monsieur Rateau, le chef du camp. Il les informe notamment que l'économe, Monsieur Genou, leur demandera parfois de l'aide dans son travail.
Gérard Lestouffe, le chef de l'équipe Œil-de-Lynx dont fait partie Nicolas, emmène ses douze camarades à la maison où ils dormiront. Les enfants se mettent d'emblée à se disputer pour savoir qui aura la chance de prendre le lit à-côté de la porte. Lestouffe arrive et met fin à la bagarre. Ensuite, Paulin pleure à nouveau car il ne veut pas se mettre en slip de bain devant tout le monde. Nicolas, qui a oublié sa valise à la gare, demande à avoir un slip de bain. Il donne une gifle à un jeune qui refuse de prêter ses affaires, avant qu'un certain Bertin lui prête le sien.
En sortant de la baraque, Nicolas s'aperçoit que tout le monde est en slip de bain… sauf Gérard Lestouffe qui s'est mis en costume avec une cravate. Le chef de camp essaie de le convaincre de ne pas partir du camp…
Premières publications
- Sud-Ouest Dimanche n° 627 du 23 juillet 1961.
- Pilote n° 95 du 17 août 1961 (La colonie de vacances).

### La Baignade
Dans le Camp Bleu où Nicolas passe ses vacances, l'ennui n'est jamais au rendez-vous. La journée se déroule comme ceci : lever à 8h, rassemblement, gymnastique, toilette, petit-déjeuner, différents services puis à nouveau rassemblement. Après le déjeuner, les enfants doivent faire la sieste... à contrecœur pour Nicolas. Ensuite, il y a un nouveau rassemblement, les enfants se baignent à la plage et tout le monde revient pour le dîner. Enfin, la soirée se termine par une veillée, souvent autour du feu.
Ce que Nicolas préfère, lui, c'est la baignade. Il raconte que toutes les équipes y vont mais chacun reste dans son équipe, en l'occurrence l'équipe « Œil de Lynx » pour Nicolas. Le chef d'équipe, Gérard Lestouffe, forme ses membres en leur interdisant de nager sous l'eau et en leur sommant de retourner sur la plage à son second coup de sifflet. Au premier coup de sifflet, tout le monde se jette à l'eau sauf un : Paulin, celui qui pleure tout le temps et veut sans cesse rentrer chez ses parents. Finalement, Lestouffe l'amène de force dans l'eau.
À peine rentré dans l'eau, le chef interpelle Crépin, un garçon qui a parié à ses amis qu'il pouvait nager jusqu'à la bouée. Après avoir puni Crépin en le laissant sur la plage, Lestouffe compte ses membres et s'aperçoit qu'il en manque. Ayant perdu son sifflet en allant chercher Crépin, il appelle tous ceux qui sont partis chacun de leur côté. Un autre chef d'équipe lui demande alors de ne pas brailler comme ça. Puis, Gualbert est renvoyé sur la plage puisqu'il a fait croire au chef qu'il était tombé dans un trou alors qu'il était seulement accroupi dans l'eau.
Ensuite, le rassemblement est demandé sur la plage. Dans l'équipe Œil de Lynx, seul Paulin est absent car il ne veut pas sortir de l'eau, sous peine d'avoir froid. Puis, c'est au tour de Crépin d'être absent : il s'est mélangé avec une autre équipe. 
Une fois que tout le monde est au complet, le chef s'aperçoit qu'il y en a un de trop : il s'agit de Bobo, un jeune qui est en vacances avec son papa. Le papa arrive et dit qu'il n'enverra jamais son fils dans une colonie de vacances, car les enfants n'y sont jamais surveillés. Seulement, ce papa imprudent s'était endormi sur la jetée, sans prendre la peine de surveiller son fils...
Premières publications
- Sud-Ouest Dimanche n° 629 du 6 août 1961.
- Pilote n° 96 du 24 août 1961.

### La Pointe des Bourrasques
Hier soir après le dîner, Monsieur Rateau, le chef du Camp Bleu où Nicolas est parti en vacances, a annoncé aux enfants qu'ils iraient tous se balader à la Pointe des Bourrasques le lendemain. Le trajet se fera à pied, à travers bois. Très excités par cette proposition, les jeunes ont du mal à se coucher.
Le lendemain à 6h, l'équipe Œil de Lynx est réveillée par son chef, Gérard Lestouffe. Ce dernier leur demande de mettre leurs grosses chaussures, de prendre leur chandail, leur casse-croûte et le ballon de volley. Bertin demande s'il peut emmener son « appareil de photos », ce qui rend Crépin jaloux car il en a assez que Bertin fasse son « crâneur ». Leur dispute est très vite arrêtée par Lestouffe, qui les menace de ne pas les emmener à la Pointe des Bourrasques.
Après leur petit-déjeuner, les enfants se mettent en file indienne pour la distribution des pique-niques par Monsieur Genou, l'économe. Paulin, le pleurnichard, se plaint qu'il y ait du gras dans son sandwich. Le malheur est arrangé puisque Gualbert lui échange son pique-nique.
Partis pour la Pointe, les enfants se mettent à chanter derrière Monsieur Rateau. En passant devant un hôtel, ils réveillent Monsieur Patin, un vacancier, qui se met en colère. Un autre vacancier, Lanchois, lui demande de ne pas crier comme ça et que ses enfants font du bruit aussi. Les enfants arrivent dans le bois, après avoir traversé à toute allure un champ habité par trois vaches. 
Paulin fait subitement une crise en criant qu'il a peur de se perdre et d'être mangé par les « bêtes des bois ». Lestouffe le sermonne tandis que quelques autres enfants font semblant de pleurer pour se moquer lui. Monsieur Rateau explique alors à tout le monde qu'il existe beaucoup de manières de retrouver sa route : la boussole, le soleil, les étoiles, la mousse sur les arbres, etc.
Tout le monde repart donc dans la marche, après que l'on a retrouvé quelques enfants qui jouaient notamment à cache-cache. Aussi, Bertin et Crépin se sont disputés puisque le premier voulait faire demi-tour pour récupérer l'appareil photos qu'il a oublié au camp. 
Après une longue marche, Monsieur Rateau convoque les chefs d'équipe et leur fait part de son inquiétude parce qu'il pense être perdu. Le groupe fait donc demi-tour et se rend dans un garage pour manger les pique-niques, à cause de la pluie. Le soir, Monsieur Rateau annonce aux jeunes qu'ils iront quand même à la Pointe des Bourrasques prochainement, mais en car cette fois-ci...
Premières publications
- Sud-Ouest Dimanche n° 630 du 13 août 1961.
- Pilote n° 97 du 31 août 1961.

### La Sieste
Au Camp Bleu, là où Nicolas passe ses vacances en colo, le programme prévoit un temps de sieste tous les jours après le déjeuner. Il trouve cela injuste, car après toutes les activités du matin, il n'y a pas de quoi être fatigué ! La seule chose de bien, pendant la sieste, est le fait que le chef d'équipe Gérard Lestouffe raconte aux enfants des histoires. 
Aujourd'hui, le chef demande aux enfants de se mettre sur leur lit. Bertin, le turbulent de la bande, se met en dessous de son lit à la recherche de ses espadrilles mais se fait vite reprendre par le chef. Ce dernier commence alors l'histoire quotidienne, à savoir celle d'un calife qui avait un très méchant vizir... À la question « Qui peut nous dire ce qu'est un vizir ? », Bertin répond s'il peut sortir, ce à quoi le chef répond par l'affirmative.
Au cours de l'histoire, Bertin rentre soudainement dans la salle pour annoncer qu'il a trouvé un œuf. Mécontent, le chef le renvoie en lui demandant de remettre l'œuf là où il l'a trouvé. Poursuivant son histoire, Lestouffe s'interrompt en songeant à l'absence prolongée de Bertin. Il autorise Crépin à aller le voir, puis ce dernier annonce en rentrant que Bertin est resté coincé dans un arbre. 
Il avait en effet trouvé l'œuf dans un nid mais une branche s'est cassée et il ne peut plus descendre. Toute l'équipe court alors vers l'arbre pour voir l'incident. Le chef d'une autre équipe interpelle Lestouffe en lui demandant de faire taire ses « zèbres » ; une petite dispute éclate entre eux, ainsi qu'entre les enfants des deux équipes. Au moment où les chefs reviennent avec une échelle, ils s'aperçoivent que Bertin a réussi à descendre pour participer à la bagarre. 
Finalement, tout le monde rentre poursuivre la sieste. Malheureusement, le rassemblement est sonné tout de suite après, et seul Bertin reste allongé sur son lit, apparemment très fatigué...
Première publication
- Sud-Ouest Dimanche n° 631 du 20 août 1961.

- Pilote n° 98 du 7 septembre 1961.

Postérité
- Cet épisode inspirera Goscinny pour créer le personnage d'Iznogoud.

### Jeu de nuit
Toujours en colo au Camp Bleu, Nicolas a remarqué que les chefs d'équipe s'entretenaient avec Monsieur Rateau, le directeur du camp, pendant le dîner. Puis, ils ont demandé aux enfants d'aller vite se coucher.
Ayant du mal à s'endormir, les enfants entendent tout à coup des sifflets retentir, accompagnés de voix criant au rassemblement dehors pour un jeu de nuit. Le chef de l'équipe de Nicolas, Gérard Lestouffe, entre dans la baraque et demande aux enfants de vite s'habiller. Paulin, qui est très peureux, ne veut pas sortir de son lit mais, à l'idée de rester tout seul dans la baraque pendant le jeu, il court au rassemblement dehors. 
À l'extérieur, Monsieur Rateau explique le principe du jeu : Monsieur Genou, l'économe, est parti avec un fanion. Il s'agit donc de le retrouver par équipe, l'équipe gagnante ayant droit à une distribution supplémentaire de chocolat. Après avoir donné les indications permettant de retrouver l'économe, Monsieur Rateau lance le début du jeu. 
Seulement, personne ne sait où aller : les enfants crient et courent dans tous les sens et Nicolas trouve cela « terrible ». Devant ce chahut, Lestouffe tente d'aider son équipe... en vain, les enfants se chamaillent. Soudain, les enfants s'aperçoivent qu'il y a un membre d'une autre équipe avec eux. Puis, le chef demande à aller chercher Gualbert qui dort toujours dans la baraque mais ce dernier ne veut pas venir.
Comme personne n'est encore sorti du camp, Monsieur Rateau demande à nouveau de réunir les équipes pour enfin pouvoir commencer le jeu. Malheureusement, la pluie va faire échouer le jeu et chaque équipe rentre dans sa baraque. Ce n'est que le lendemain que Monsieur Genou revient au camp, ramené en voiture par un fermier du coin...
Premières publications
- Sud-Ouest Dimanche n° 632 du 27 août 1961.
- Pilote n° 99 du 14 septembre 1961.

### La Soupe de poisson
Le chef du Camp Bleu, Gérard Lestouffe, propose aux membres de son équipe d'aller à la pêche à la place de la baignade. Cette idée lui est venue en lisant un magazine dans lequel il était écrit que « la pêche à la ligne a une influence calmante indéniable ».
Il est donc prévu que les enfants ramènent assez de poissons au cuisinier pour qu'il puisse préparer une soupe de poisson à tout le camp. Les enfants et Lestouffe partent sur la jetée avec les cannes à pêche prêtées par Monsieur Rateau, le directeur du camp. 
Au bout de la jetée, un monsieur est déjà installé ; il s'en va après avoir crié sur Lestouffe en lui demandant de parler moins fort quand il donne des explications aux enfants. Athanase se vante auprès de Lestouffe d'avoir déjà pêché un très gros poisson l'été dernier, ce qui bien sûr a énervé Bertin, le turbulent de la bande.
Le chef montre comment mettre un ver sur l'hameçon. Paulin jette très vite l'hameçon à l'eau dès qu'il a réussi à l'installer. Athanase et Bertin, quant à eux, se sont emmêlés leurs lignes.
Paulin est le premier à attraper un poisson ; seulement, il a pris peur et a lâché sa canne qui s'est écrasée contre les rochers en contrebas. Le chef part la récupérer, en criant au passage sur Crépin qui a failli tomber à l'eau en voulant l'accompagner. 
Malheureusement, le poisson a disparu. C'est ensuite au tour de Gualbert de pêcher un poisson ; après cet exploit, il estime qu'il est temps de faire un petit somme. Enfin, Nicolas lui-même a réussi à pêcher le dernier poisson. 
Les enfants donnent au cuisinier les deux poissons qu'ils ont réussi à pêcher. La soupe de poisson est donc servie mais, étrangement, il y en a assez pour tout le camp. Le cuisinier explique alors à Nicolas que les poissons gonflent à la cuisson...
Premières publications
- Sud-Ouest Dimanche n° 633 du 3 septembre 1961.
- Pilote n° 100 du 21 septembre 1961.

### Crépin a des visites
Comme le titre de cet épisode l'indique, Crépin est au centre de l'histoire. Le chef de camp, Monsieur Rateau, avait en effet écrit aux parents de l'enfant pour leur dire qu'il est très dynamique mais qu'il a un peu parfois tendance à « jouer au dur ». 
Il serait ravi de les voir lors de leur passage dans la région.
Aussitôt dit, aussitôt fait : les parents de Crépin viennent lui rendre visite au Camp Bleu. Le garçon saute au cou de ses parents, les embrasse et leur demande s'ils lui ont apporté son train électrique. Il présente ensuite ses camarades d'équipe. Les parents sont invités à déjeuner.
Crépin reste à la table de ses amis, très fier, en leur demandant s'ils ont vu l'auto de son père. Soudain, sa maman installée plus loin lui crie de faire attention à bien enlever la peau de son saucisson. Crépin n'a pas l'air très content, d'autant plus que sa mère lui fait une réflexion similaire avec les arêtes du poisson. Elle lui rappelle qu'il avait pleuré une fois en en avalant une, mais Crépin rétorque qu'il n'avait pas pleuré.
Comme le veut la coutume, les enfants chantent après le repas. La maman de Crépin lui demande de chanter « la petite balançoire » qu'elle lui chantait quand il était tout petit. Crépin refuse et se met en colère quand Bertin se met à se moquer de lui.
Enfin, Crépin refuse de faire la sieste pour rester avec ses parents, ce qui suscite la jalousie de ses amis. Finalement, Monsieur Rateau dit que tout le monde fera la sieste. Crépin fait alors une crise de nerfs.
En partant, sa maman lui demande d'être bien sage s'il veut avoir des tas de jouets. Après les adieux, Crépin et Bertin se bagarrent, celui-ci s'étant une nouvelle fois moqué de lui…
Première publication
- Sud-Ouest Dimanche n° 634 du 10 septembre 1961.

- Pilote n° 101 du 28 septembre 1961.

### Souvenirs de vacances
Durant la dernière veillée au Camp Bleu, l'équipe Œil de Lynx, celle dont fait partie Nicolas, fait une pyramide humaine. Malheureusement, tout le monde a dû se quitter le lendemain, et Paulin s'est mis à pleurer car il voulait rester au camp. L'arrivée du train à la gare se fait dans la cohue : les enfants crient, certains pleurent, les chefs d'équipe sifflent, etc. Nicolas retrouve ses parents et la famille repart chez elle, non sans avoir oublié la valise du fiston dans la gare.
Seulement, Nicolas ne sait pas quoi faire à son retour chez lui. Son père lui dit d'aller jouer tout seul mais l'enfant ne veut pas. Sa maman lui propose alors d'aller jouer avec Marie-Edwige Courteplaque, la fille des voisins.
La jeune fille rejoint Nicolas dans son jardin et elle lui demande de lui raconter ses vacances. Le garçon lui donne alors une version très personnelle de ses vacances : il était le chef de l'équipe Œil de Lynx, il a sauvé trois camarades de la noyade, il a pêché un énorme poisson, il a retrouvé un voleur qui s'était caché dans le camp, il a nagé jusqu'au phare puis est revenu, et enfin il a retrouvé des camarades perdus en forêt au milieu des bêtes sauvages.
Peu crédule à ces histoires, Marie-Edwige rétorque qu'elle s'est fait un petit copain sur la plage, du nom de Jeannot. En rentrant chez lui, Nicolas rentre furieux dans sa chambre et peste contre ce fameux Jeannot...
Premières publications
- Sud-Ouest Dimanche n° 635 du 17 septembre 1961.
- Pilote n° 102 du 5 octobre 1961 (Les vacances sont finies).

### La veillée d'adieu
Histoire inédite de René Goscinny parue dans l'édition 2013, décrivant le dernier soir mouvementé passé par le Petit Nicolas et ses amis au « Camp Bleu ».
Première publication
- Le Figaro magazine du 17 mai 2013.

## Personnages

### Liste des personnages présents ou cités
Personnages récurrents
- Alceste
- Rufus
- Eudes
- Geoffroy
- Maixent
- Joachim
- Clotaire
- Agnan
- Nicolas
- le papa
- la maman
- Mémé
- Les Blédurt
- Lucien (l'agent)
- Ernest (le patron du golf)
- Monsieur Genou
- Monsieur Rateau (directeur du camp bleu)

Camarades de vacances de Nicolas
- Blaise
- Fructueux
- Mamert
- Irénée
- Fabrice
- Côme
- Yves
- Hector Duval
- Jules Martin
- Gualbert
- Bobo
- Calixte
- Athanase
- Paulin

### Bertin
Bertin est un personnage présent uniquement dans Les vacances du Petit Nicolas. Il apparaît dans l'album Les Vacances du petit Nicolas, en tant copain de colonie de Nicolas, au sein du Camp Bleu. Il fait partie de l'équipe Œil de Lynx, la même que Nicolas. Il est considéré comme l'enfant le plus turbulent de l'équipe. Il apparaît à six reprises dans le récit des colonies de vacances de Nicolas au Camp Bleu, dans les histoires suivantes : Courage !, La Pointe des Bourrasques, La Sieste, Jeu de nuit, La Soupe de poisson et Crépin a des visites.Nous savons juste qu'il a une voix « terrible » quand il pleure (raconté par Nicolas dans la même histoire).
Bien que Gérard Lestouffe le qualifie de pitre et du « plus insupportable de la bande » (la Sieste), Bertin est très apprécié de Nicolas qui le qualifie de « chouette type » (Courage !). Il raconte aussi qu'on rigole bien avec lui. Néanmoins, Bertin est à l'origine de presque toutes les bagarres (surtout avec Crépin), dues principalement à sa jalousie. Il se vante d'avoir un appareil photo, un vélo, etc. Par contre, il ne supporte pas que quelqu'un se vante devant lui : ainsi, il donne une gifle à Athanase quand ce dernier dit avoir pêché un énorme poisson. Qualifié de jaloux et bête par le même Athanase et de « crâneur » par Crépin (La Pointe des Bourrasques), Bertin mérite bien son titre d'enfant insupportable. Il aime tellement les bagarres qu'il n'hésite pas à sauter de l'arbre dans lequel il était coincé pour pouvoir se battre (La Sieste).

### Crépin
Crépin est un personnage présent uniquement dans Les vacances du Petit Nicolas. C'est un copain de colonie de Nicolas au sein du Camp Bleu. Il fait partie de l'équipe Œil de Lynx, la même que Nicolas. C'est un enfant très dynamique. Il apparaît à six reprises dans le récit des colonies de vacances de Nicolas au Camp Bleu, dans les histoires suivantes :Courage, La Pointe des Bourrasques, La Sieste, Jeu de nuit, La Soupe de poisson et Crépin a des visites.
Son caractère est largement rappelé à travers les histoires où il apparaît. Monsieur Rateau écrit à ses parents que Crépin est parfaitement adapté et qu'il s'entend bien avec ses camarades. Il est très dynamique et ses amis admirent, inconsciemment, son équilibre. Il a beaucoup d'initiative : il se propose d'aller retrouver Bertin (La Sieste), il se demande où est passé Gualbert (Jeu de nuit) et n'hésite pas à descendre sur les rochers avec Lestouffe pour récupérer la canne à pêche de Paulin (La Soupe de poisson). Il est néanmoins très bagarreur, toujours avec Bertin. Il ne supporte pas que ce dernier se mette en avant. Monsieur Rateau dit là-dessus qu'il a souvent tendance à « jouer au dur ». Malgré cela, on sait par sa mère qu'il lui arrive de pleurer quand il n'arrive pas à manger quelque chose. Bien entendu, Crépin refuse de l'admettre.

## Éditions

### Recueil original
- Paris : Denoël, 1962, 142 p.
- Paris : Denoël, 1976 (8e éd.), 136 p.
- Paris : Gallimard, 1977, 155 p. (Collection Folio junior ; 4)
- Paris : Gallimard, 1982, 155 p. (Bibliothèque Folio junior).  (ISBN 2-07-038018-1)
- Paris : Gallimard : Denoël, 1983, 67 p. (Collection Grands textes illustrés).  (ISBN 2-07-058127-6)
- Paris : Gallimard, 1987, 186 p. (Collection Folio junior ; 457. Édition spéciale).  (ISBN 2-07-033457-0)
- Paris : Denoël, 1993, 117 p.  (ISBN 2-207-24144-0)
- Paris : Gallimard, 1994, 156 p. (Collection Folio ; 2664).  (ISBN 2-07-039262-7)
- Paris : Denoël, 2003, 144 p.  (ISBN 2-207-25476-3)

### Extraits
- Les vacances du Petit Nicolas : 3 histoires. Paris : Wild side, DL 2014, 27 p.  (ISBN 978-2-915732-79-5)
- Les vacances du Petit Nicolas : extrait. Paris : Wild side, DL 2014, 27 p.  (ISBN 978-2-915732-80-1)

### En compilation
- Le petit Nicolas. Paris : Éd. France loisirs, 2005, 688 p.  (ISBN 2-7441-8384-9)
- Les Premières Histoires du petit Nicolas / René Goscinny & Jean-Jacques Sempé. Paris : IMAV éd., 2012, 635 p.  (ISBN 978-2-915732-50-4)
- Le petit Nicolas. Paris : Gallimard jeunesse, 2014, 454 p. (Folio junior ; 1704).  (ISBN 978-2-07-066015-5)

### Version audio
- Les Vacances du petit Nicolas / Sempé, ill. ; Goscinny, aut. ; Manuel Dubigeon et Hervé Mallet, mus. ; texte lu par Rémy Dévèze, Véronique Françaix, Barbara Hurel, Marie-Pierre Sanson. Paris : Gallimard ; Lagny-Sur-Marne : distrib. Société de distribution des produits de l'édition, 1987, 1 livre (186 p.) + 2 cass. audio (2 h).  (ISBN 2-07-033457-0) (livre).  (ISBN 2-07-058460-7) (Coffret). Rééd. 1997.  (ISBN 2-07-051334-3) (livre).  (ISBN 2-07-051703-9) (ensemble).
- Les vacances du Petit Nicolas / Goscinny, Sempé ; lu par Benoît Poelvoorde. Paris : Gallimard-Jeunesse, coll. "Écoutez lire", juin 2014. 2 disques compact audio (2 h).  (ISBN 978-2-07-065932-6)

### Recueil augmenté
- Paris : IMAV éd., 2013, 180 p.  (ISBN 978-2-915732-52-8)
- Paris : IMAV éd., 2014, 177 p.  (ISBN 978-2-915732-70-2)

### Traductions
- Der kleine Nick und die Ferien / Siebzehn prima Geschichten vom Asterix-Autor Goscinny ; Deutsch von Hans-Georg Lenzen ; Mit vielen Zeichnungen von Sempé. Zurich : Diogenes, 1976.  (ISBN 3-257-00578-4)
- Nicholas on holiday / [text by] René Goscinny ; [drawings by] Jean-Jacques Sempé ; translated by Anthea Bell. Londres : Phaidon, 2006, 126 p.  (ISBN 0-7148-4677-5). -  (ISBN 978-0-7148-4677-4)

### Livres du film
- Les Vacances du Petit Nicolas : le roman du film / un film de Laurent Tirard ; d'après l'œuvre de Goscinny & Sempé ; adaptation Valérie Latour-Burney ; préface Laurent Tirard, Grégoire Vigneron. Paris : Imav éditions, juin 2014, 130 p.  (ISBN 978-2-915732-71-9)
- Les Vacances du petit Nicolas : l'album du film / un film de Laurent Tirard ; d'après l'œuvre de Goscinny et Sempé. Paris : IMAV éd., 2014, [46] p.  (ISBN 978-2-915732-72-6)

## Adaptation cinématographique
Le roman est adapté au cinéma dans le film Les vacances du Petit Nicolas, réalisé par Laurent Tirard, sorti en juillet 2014. Il fait suite à Le Petit Nicolas, du même réalisateur, sorti en 2009.